# Gracenote Sports
Gracenote Sports is een mediabedrijf dat allerlei data verzamelt die met sport te maken hebben; feiten en cijfermatige gegevens over onder meer wedstrijden, atleten, teams, competities, toernooien, stadions en sponsors worden opgeslagen in een databases. Het bedrijf levert de gegevens tegen betaling aan onder meer kranten, bladen, radio- en televisieproducenten, websites, evenementenorganisaties, bonden en sponsors.

## Geschiedenis
In 1995 werd Infostrada Sports opgericht door Philip Hennemann.  
In september 2011 voegde de CMI Holding te Hilversum de bedrijven Eyeworks Sport, Infostrada Sports, Unicem Media en Sport2Media samen tot de Infostrada Sports Group. Eyeworks Sport was onderdeel van Eyeworks en produceerde diverse sporttelevisieprogramma's, zoals Voetbal International en uitzendingen van Sport 1, Fox Sports en Eurosport.
Op 1 januari 2015 werd de Infostrada Sports Group vanwege financiële problemen opgesplitst in twee onderdelen: Infostrada Productions en Infostrada Sports.
Halverwege juni 2015 werd het productiebedrijf verkocht en ging verder onder de naam Southfields.
Eind mei 2015 werd bekendgemaakt dat Infostrada Sports is overgenomen door Gracenote, samengevoegd is met het eveneens overgenomen SportsDirect en omgedoopt werd tot Gracenote Sports.